# آموس إي. وود
آموس إي. وود (بالإنجليزية: Amos E. Wood)‏ هو سياسي أمريكي، ولد في 2 يناير 1810 في الولايات المتحدة، وتوفي في 19 نوفمبر 1850 في فورت واين في الولايات المتحدة. حزبياً، نشط في الحزب الديمقراطي. وقد انتخب عضو مجلس نواب أوهايو وانتخب عضو مجلس النواب الأمريكي.